# Гомес, Мануэль Октавио
Мануэ́ль Окта́вио Го́мес Мартинес де ла Идальга (исп. Manuel Octavio Gómez Martínez de la Hidalga; 14 ноября 1934 — 2 января 1988, Гавана, Куба) — кубинский кинорежиссёр, сценарист и критик.

## Биография
Начинал как кинокритик. Один из основателей киноклуба «Висьон». С 1959 года участвовал в ИКАИКе. Снимал как документальные так и игровые фильмы.

## Избранная фильмография

### Режиссёр
- 1960 — Сельскохозяйственные кооперативы /  (д/ф)
- 1960 — Вода /  (д/ф)
- 1961 — Школа в деревне /  (д/ф)
- 1961 — Гуаканайябо /  (д/ф)
- 1962 — История одного сражения / Historia de una batalla (д/ф)
- 1963 —  / Cuentos del Alhambra (д/ф)
- 1964 — Немного лазури (эпизод «Встреча») / Un poco más de azul (segment «El Encuentro»)
- 1966 —  / La salación
- 1967 — Тулипа / Tulipa
- 1969 —  / Nuevitas (д/ф)
- 1969 — Первый удар мачете / La primera carga al machete
- 1971 — Дни воды / Los días del agua
- 1973 — Вам слово / Ustedes tienen la palabra (в советском прокате «Слово за вами»)
- 1976 — Земля и небо / La tierra y el cielo
- 1977 — Шестая часть мира (киноальманах) /  (д/ф)
- 1978 — Женщина, мужчина, город... / Una mujer, un hombre, una ciudad...
- 1983 — Господин Президент / El señor presidente
- 1985 —  / ¡Patakín! quiere decir ¡fábula!
- 1988 — Галисиец / Gallego

## Награды
- 1971 — номинация на Золотой приз Московского международного кинофестиваля («Дни воды»)
- 1971 — Специальная премия Московского международного кинофестиваля («Дни воды»)
- 1971 — Приз ФИПРЕССИ Московского международного кинофестиваля («Дни воды»)
- 1972 — Приз Международной Католической организации в области кино - рекомендация (программа «Форум») 22-го Берлинского международного кинофестиваля («Дни воды»)